# 邓陈德
邓陈德（1922年10月19日—2004年3月26日），越南人民军情报少将。越南国防部第2总局第12局原党委常委、局长，负责南部和柬埔寨情报部队。1978年11月6日，邓陈德被授予人民武装力量英雄称号。

## 生平
邓陈德于1922年10月19日出生在河内市青池县。1945年在河内参加革命运动，1949年5月入伍。

## 纪念
2014年7月16日，邓陈德少将纪念馆在河内市黄梅郡清池坊正式落成。